# Ana Reverte
Pour les articles homonymes, voir Reverte, Zamora (homonymie) et Martín.
Ana Reverte est une chanteuse de flamenco espagnole.

## Biographie
Elle commence à chanter en Catalogne, plus tard elle s'installe à Séville. Elle débute à chanter dans des clubs de flamenco à Sabadell et à Barcelone. Elle enregistre son premier album à Malaga.
Elle a aussi chanté des ballades, du boléro, et avec Alejandro Abad, Mari Trini, Amado Jaen, Salvatore Adamo, Nicola di Bari, Julio Iglesias et Jacques Brel ("Ne me quitte pas ", la version espagnole).
Elle gagne le premier prix du OTI Festival en 1993.

## Discographie
- El cante de Ana Reverte
- De ida y vuelta
- A Yerbabuena
- Los éxitos
- Amantes
- En mil pedazos
- Al Guru Guru. Ana Reverte con Los Chunguitos.
- Las mejores colombianas de Ana Reverte
- Confidencias
- Nubes de otoño
- Amor de mujer
- El flamenco como yo lo siento
- Volveré
- Cante antiguo I
- Cante antiguo II
- Sevillanas corraleras. Ana Reverte y el Coro del Buensuceso.
- 'Colombianas de oro
- Enamorarse
- Empiezo a despertar
- Los primeros éxitos de Ana Reverte
- Luz de primavera
- A mi manera
- Ay!, el corazón
- 5 somos 5. Ana Reverte y Hermanos.
- Por colombianas
- Rocío mañanero